# Putos Peronistas, cumbia del sentimiento
Putos peronistas, cumbia del sentimiento es un documental argentino que cuenta la historia de formación, crecimiento y consolidación de la agrupación política Putos Peronistas de González Catán, La Matanza, provincia de Buenos Aires.
La dirección del documental estuvo a cargo de Rodolfo Cesatti. Se estrenó el 31 de mayo de 2012 y dura 92 minutos. 
El título refiere al documental de 1999 Perón, sinfonía del sentimiento dirigido por Leonardo Favio, que trata sobre la historia del peronismo.

## Sinopsis
El documental Putos Peronistas, cumbia del sentimiento registra la formación, desarrollo y crecimiento de la primera agrupación peronista gay de la Argentina desde su antecedente, el Frente de Liberación Homosexual, creado a principios de los años 70, hasta la muerte de Néstor Kirchner.
El film propone a través de un seguimiento íntimo conocer la vida de los integrantes de la Agrupación Nacional Putos Peronistas y su militancia detrás de la convicción de que el peronismo es el único movimiento capaz de lograr el sueño de vivir y amar libremente en una patria liberada. 
El peronismo es un movimiento político surgido en Argentina a mediados de la década de 1940 que hace hincapié fundamentalmente en 3 ejes centrales: la Justicia, la Independencia Económica y la Soberanía Política. 